# 木坡乡
木坡乡，是中华人民共和国四川省阿坝藏族羌族自治州小金县下辖的一个乡镇级行政单位。

## 行政区划
木坡乡下辖以下地区：
木坡村、大梁村、招牛村、木龙村、达木村、登村、青春村和康乐村。